# Братья Харди (рестлеры)
Братья Харди — это американская группировка в рестлинге, состоящая из братьев Джеффа Харди и Мэтта Харди. Команда на данный момент выступает в TNA, где они действующие Командные чемпионы мира TNA в четвёртый раз.
Братья Харди начали свои карьеры вместе в 1995 году на независимых площадках, где они выиграли Командные чемпионства NWA 2000 и основали OMEGA Championship Wrestling, завоевав командные титулы и там. В 1997 году, они подписали контракт с World Wrestling Federation (WWF, сейчас WWE). В 2000 году, к ним присоединилась Лита, и они основали популярное трио Team Xtreme. Это единственная команда в истории, которая владела  Командное чемпионство мира WWE, Командное чемпионство мира WCW (в WWE), Командное чемпионство мира TNA, Командное чемпионство мира ROH и оба командные чемпионства Raw и SmackDown . После распада в 2002, братья вернулись в 2006 и незамедлительно вернулись в команду. У них было маленькое возвращение в 2011 в Impact Wrestling (тогда известно как TNA) как часть группировки Бесмертные, и продолжили активность в командном рестлинге между 2014 и 2017 годы. После их ухода из Impact в 2017, они вернулись в  WWE, завоевав Командные чемпионства Raw на WrestleMania 33. Они позднее выиграли Командные Чемпионства SmackDown ночью после WrestleMania 35 в 2019. У Мэтта контракт окончился в марте 2020 года, и этот забег был прекращён, а сам Мэтт ушёл в All Elite Wrestling (AEW). Джефф также уйдёт из WWE в 2021 и присоединится  к Мэтту в AEW в 2022, пока два братья не вернулись в TNA в 2024 году.
Братья Харди известны также за их высокий риск, великолепные выступления в лестничных матчах и в матчах TLC. Их широко оценивают как команду, которая помогла реабилитировать командный реслинг во время Attitude Era. В 2012, WWE поставила из на второе место в списке лучших команд в истории. В общем, они брали командные чемпионства 14 раз между WWE, TNA и ROH.

## Присутствие в видеоиграх
| Видеоигры WWE | Видеоигры WWE                    | Видеоигры WWE                    | Видеоигры WWE |
| Год           | Название                         | Примечания                       |               |
| ------------- | -------------------------------- | -------------------------------- | ------------- |
| 1999          | WWF WrestleMania 2000            | Дебют в видеоиграх               |               |
| 2000          | WWF SmackDown!                   |                                  |               |
| 2000          | WWF Royal Rumble                 |                                  |               |
| 2000          | WWF No Mercy                     |                                  |               |
| 2000          | WWF SmackDown! 2: Know Your Role |                                  |               |
| 2001          | WWF With Authority!              |                                  |               |
| 2001          | WWF Road to WrestleMania         |                                  |               |
| 2001          | WWF SmackDown! Just Bring It     |                                  |               |
| 2002          | WWF Raw                          |                                  |               |
| 2002          | WWE WrestleMania X8              |                                  |               |
| 2002          | WWE SmackDown! Shut Your Mouth   |                                  |               |
| 2007          | WWE SmackDown vs. Raw 2008       |                                  |               |
| 2008          | WWE SmackDown vs. Raw 2009       |                                  |               |
| 2009          | WWE SmackDown vs. Raw 2010       |                                  |               |
| 2017          | WWE 2K18                         | Скачиваемый контент (DLC к игре) |               |
| 2018          | WWE 2K19                         |                                  |               |
| 2019          | WWE 2K20                         |                                  |               |

| Видеоигры AEW | Видеоигры AEW     | Видеоигры AEW          | Видеоигры AEW |
| Год           | Название          | Примечания             |               |
| ------------- | ----------------- | ---------------------- | ------------- |
| 2023          | AEW Fight Forever | Дебют в видеоиграх AEW |               |

## Титулы и достижения
- 4th Rope Wrestling

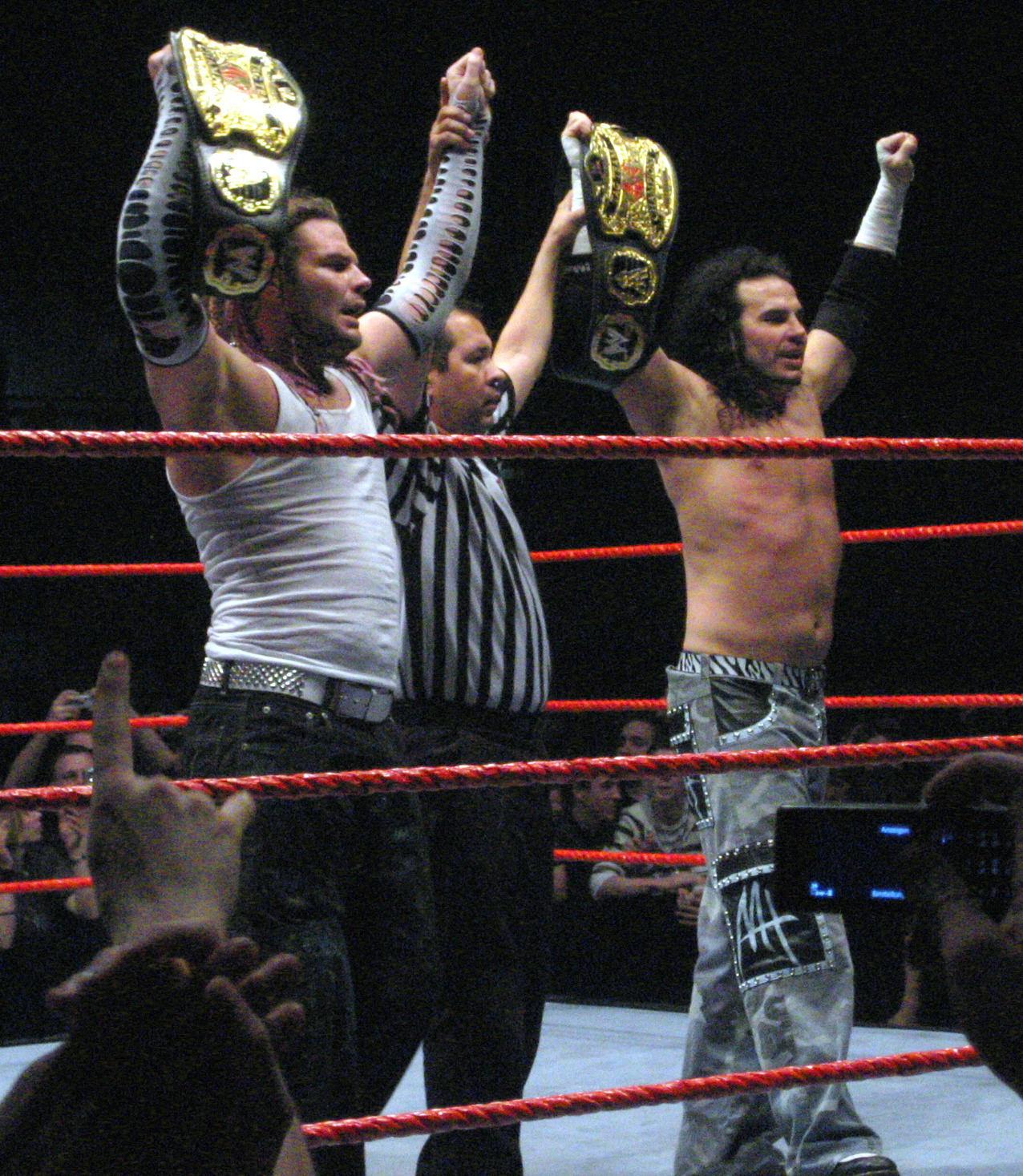
Среди множества командных титулов, которым владели Братья Харди, были: шесть Командных чемпионств мира...

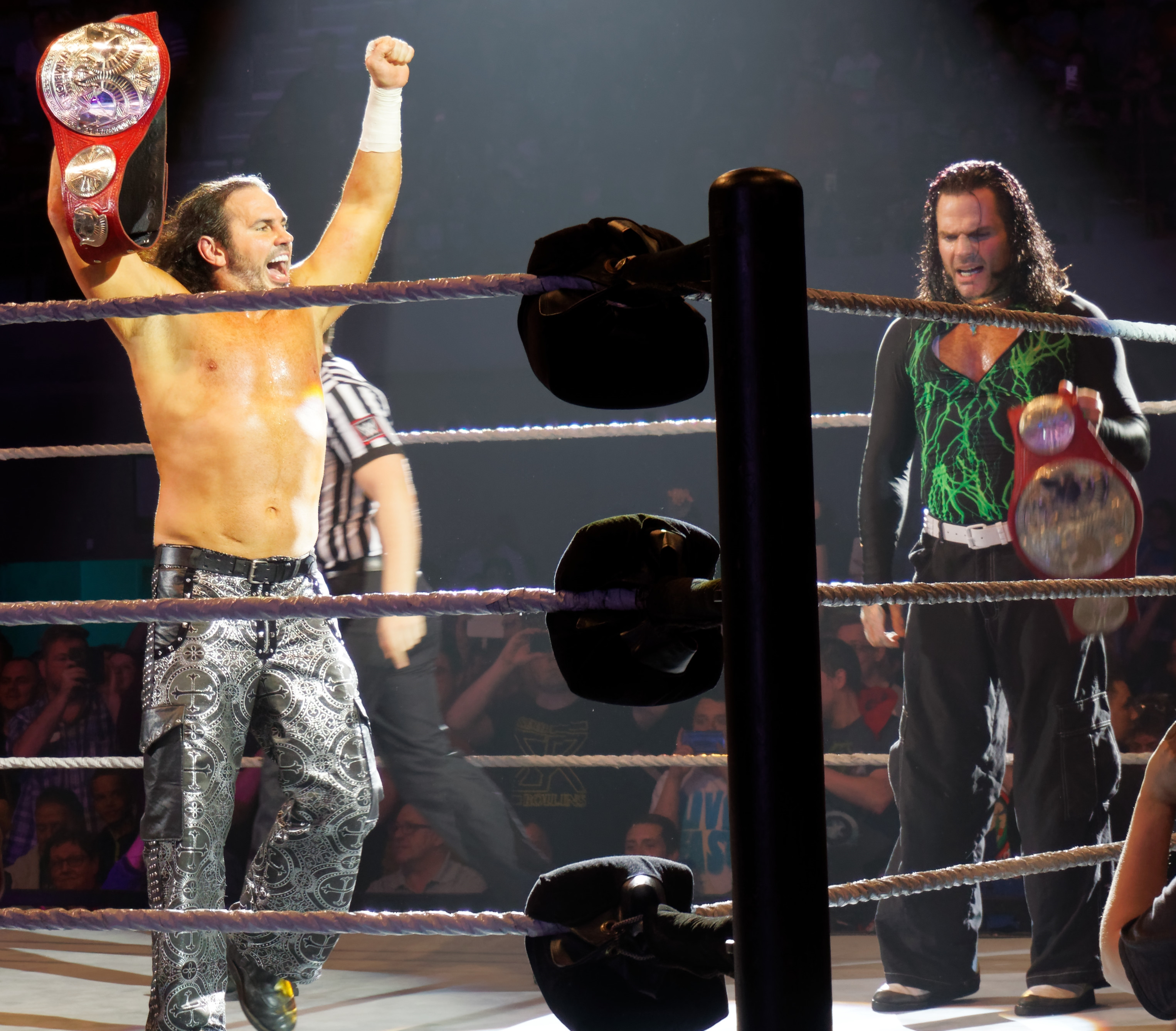
...одно Командное чемпионство Raw...

...одно Командное чемпионство SmackDown...

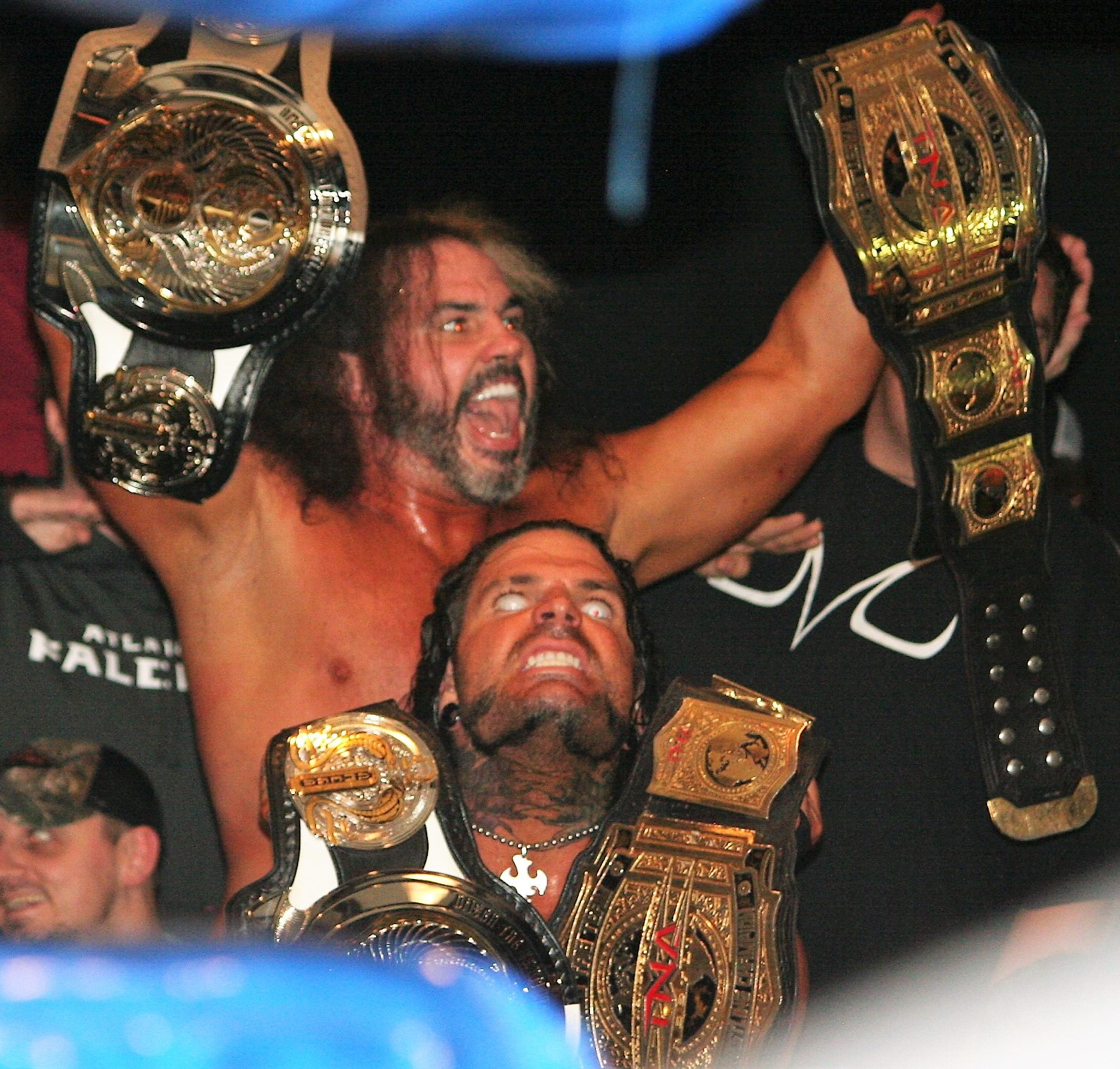
...два Командных чемпионства OMEGA (слева) и четыре Командных чемпионств мира TNA (справа)

  - Командное чемпионство 4th Rope  (1 раз, первые и действующие)
- All Star Wrestling (West Virginia)
  - Командное чемпионство ASW (1 раз)[9][10]
- The Crash
  - Командное чемпионство The Crash  (1 раз)[11][12]
- House of Glory
  - Командное чемпионство HOG (1 раз)[13]
- International Wrestling Cartel
  - Командные чемпионства IWC (1 раз)[14][15]
- MCW Pro Wrestling
  - Командные чемпионства MCW (1 раз)[16]
- New Dimension Wrestling
  - Командные чемпионства NDW (1 раз)[17]
- NWA 2000
  - Командные чемпионства NWA 2000 (1 раз)[18][19]
- OMEGA Championship Wrestling
  - Командные чемпионства OMEGA (2 раза)
- Pro Wrestling Illustrated
  - Матч года (2000) против Братьев Дадли против Эджа и Кристиана в Трёхстороннем командном поединке с лестницами на WrestleMania 2000[20] 
  - Матч года (2001)  против Братьев Дадли и Эджа и Кристиана в  матче со столами, лестницами и стульями на WrestleMania X-Seven[20] 
  - Команда года (2000)[21]
  - Возвращение года (2017)[22]
- Ring of Honor
  - Командные чемпионства мира ROH (1 раз)
  - Момент десятилетия Полное Д***  (2010-ые) – Харди появляются на шоу и выигрывают Командные чемпионства мира ROH[23]
- Total Nonstop Action Wrestling
  - Чемпионство мира TNA (5 раз) – Джефф (3 раза) и Мэтт (2 раза)
  - Командные чемпионства мира TNA (4 раза, действующие)[24][25]
  - Турнир на претендентство #1 за Командные чемпионства мира TNA (2014)[26]
  - Турнир за Командное чемпионство мира TNA (2015)[27]
  - Гонка за Кейс (2017 — Зелёный Кейс)[28] – Джефф
- World Wrestling Federation/World Wrestling Entertainment/WWE
  - Чемпионство WWE (1 раз) – Джефф
  - Чемпионство мира в тяжёлом весе (2 раза) – Джефф
  - Чемпионство мира ECW в тяжёлом весе (1 раз) – Мэтт
  - Командное чемпионство WWE Raw (1 раз)[29][30]
  - Командное чемпионство WWE SmackDown (1 раз)[31]
  - Командное чемпионство мира WWF/WWE (6 раз)
  - Командное чемпионство WCW (1 раз)
  - Европейское чемпионство WWF/E (2 раза) – Джефф (1) и Мэтт (1)[32][33]
  - Чемпионство Соединённых Штатов WWE (2 раза) – Мэтт (1)[34] и Джефф (1)[35]
  - Хардкорное Чемпионство WWF/E (4 раза)[36] – Джефф (3 раза) и Мэтт (1 раз)
  - Интерконтинентальное чемпионство WWF/E (2 раза) – Джефф[37]
  - Чемпионство WWE в первом тяжёлом весе (1 раз) – Мэтт
  - Чемпионство WWF в полутяжёлом весе (1 раз) – Джефф[38]
  - Турнир Терри (1999)
- Wrestling Superstar
  - Командные чемпионства Wrestling Superstar (1 раз)[39]